# Lac-Édouard
Lac-Édouard är en kommun i provinsen Québec i Kanada. Den ligger i regionen Mauricie, i den sydöstra delen av landet, 400 km nordost om huvudstaden Ottawa.